# 森安弘昭
森安 弘昭（もりやす ひろあき、騎手時代の表記は森安 弘明、1932年6月19日 - 2003年4月25日）は日本中央競馬会（JRA）の騎手、同調教師。東京都出身。実弟の森安重勝も日本中央競馬会の騎手であった。

## 人物
尾形藤吉厩舎所属の騎手として1951年9月30日にデビュー（テツモン、10着）。1952年4月19日の平場オープンにてイツセイに騎乗し初勝利を挙げる。1963年に森末之助厩舎に移籍。1969年に騎手を引退する。
騎手としては大柄な身体に加えて減量に苦しむ体質で（これは弟・重勝も同様）、騎乗できるレースはかなり限られていた。しかし、1953年には桜花賞をカンセイで制し、重賞初勝利を八大競走で挙げるなど無類の勝負強さを誇り、通算143勝のうち重賞で実に29勝（うち八大競走5勝）を挙げ、「重賞男」の異名を取った。
騎手を引退した1969年に調教師免許を取得し、東京競馬場にて厩舎を開業する。調教師としてはキヨヒダカ・ヒダカハヤト親子などを管理した。2003年2月28日をもって調教師を引退。
山口瞳が彼のファンであり、彼を題材にした競馬読物をいくつか発表している。

## 騎手時代の通算成績
| 通算成績 | 1着 | 2着 | 3着 | 4着以下 | 騎乗回数 | 勝率 | 連対率 |
| -------- | --- | --- | --- | ------- | -------- | ---- | ------ |
| 平地     | 141 | 97  | 67  | 340     | 645      | .219 | .369   |
| 障害     | 2   | 1   | 1   | 2       | 6        | .333 | .500   |
| 計       | 143 | 98  | 68  | 342     | 651      | .220 | .370   |

- 全国リーディング最高27位（1966年・28勝）
- 重賞通算29勝（うち八大競走5勝）

## おもな騎乗馬
- カンセイ（1953年 桜花賞）
- クリチカラ（1954年 目黒記念（春））
- クリペロ（1959年 スプリングハンデキャップほか）
- カネチカラ（1960年 金盃ほか）
- シーザー（1962年 目黒記念（春））
- リュウムサシ（1962年 オールカマー）
- リユウゼツト（1962年 クイーンステークス）
- クリヒデ（1962年 天皇賞（秋））
- ヤマノオー（1963年 安田記念）
- オーギ（1964年 アラブ王冠〈秋〉ほか）
- ヤマドリ（1965年 東京盃ほか）
- アオバ（1966年 中京記念）
- ナスノコトブキ（1966年 菊花賞ほか）
- ニットエイト（1968年 天皇賞（秋））
- リュウズキ（1968年 有馬記念）

## 調教師時代の通算成績
| 通算成績 | 1着 | 2着 | 3着 | 4着以下 | 出走回数 |
| -------- | --- | --- | --- | ------- | -------- |
| 平地     | 418 | 432 | 417 | 3979    | 5246     |
| 障害     | 44  | 49  | 45  | 309     | 447      |
| 計       | 462 | 481 | 462 | 4288    | 5693     |

- 重賞通算15勝（うち障害重賞2勝）

## おもな厩舎所属者
※太字は門下生。括弧内は厩舎所属期間と所属中の職分。
- 天間昭一（1984年 - 1992年 騎手）
- 森安輝正（1986年 - 2002年 騎手、2002年 - 2003年 調教助手）
- 武市康男（1997年 厩務員）
- 伊藤大士（1997年 厩務員）